# Tia Carrere
Althea Rae Duhinio Janairo (Honolulu (Hawaï), 2 januari 1967) is een Amerikaans actrice.
Carrere speelde onder meer rollen in Wayne's World, Wayne's World 2 en True Lies. Ze speelde de rol van Sydney Fox in de serie Relic Hunter en brak in de jaren 80 door in de serie General Hospital.

## Filmografie
- Cover Up (televisieserie) – Miss Filipijnen (afl. "Who's Trying to Kill Miss Globe?", 1985)
- Airwolf (televisieserie) – Kiki Tinabi (afl. "Annie Oakley", 1985)
- Zombie Nightmare (1986) – Amy
- MacGyver (televisieserie) – Lisa Chan (afl. "The Wish Child", 1986)
- The A-Team (televisieserie) – Tia (afl. "The Sound of Thunder", 1986)
- Tour of Duty (televisieserie) – Lang (afl. "Dislocations", 1987)
- General Hospital (televisieserie) – Jade Soong (16 afl., 1985–1986)
- Noble House (miniserie, 1988) – Venus Poon
- Aloha Summer (1988) – Lani Kepoo
- MacGyver (televisieserie) – Tiu (afl. "Murderer's Sky", 1988)
- The Road Raiders (televisiefilm, 1989) – Diane
- Oro fino (1989) – rol onbekend
- Anything But Love (televisieserie) – Cey (afl. "Those Lips, Those Thais", 1989)
- Fatal Mission (1990) – Mai Chang
- Friday the 13th (televisieserie) – Michiko Tanaka (afl. "Year of the Monkey", 1990)
- Instant Karma (1990) – rol onbekend
- Quantum Leap (televisieserie) – Chu-Hoi (afl. "The Leap Home: Part 2 (Vietnam) - April 7, 1970", 1990)
- Married... with Children (televisieserie) – Piper Bowman (afl. "Kelly Bounces Back", 1990)

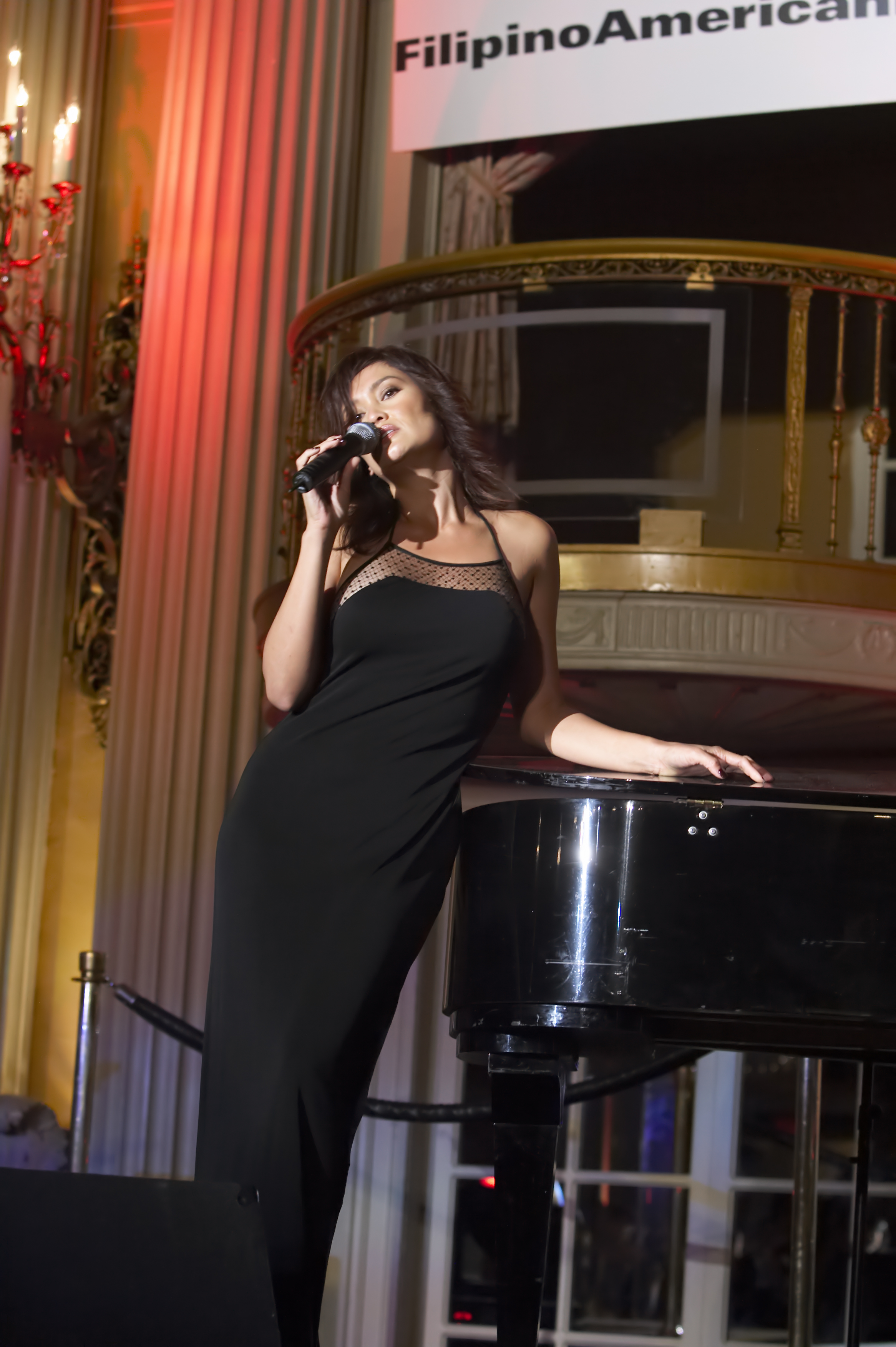
Tia Carrere op het Filipino American Library Spirit Awards Dinner Gala

- Harley Davidson and the Marlboro Man (1991) – Kimiko
- Showdown in Little Tokyo (1991) – Minako Okeya
- Intimate Stranger (televisiefilm, 1992) – Mina
- Little Sister (1992) – Adrienne
- Wayne's World (1992) – Cassandra Wong
- Tales from the Crypt (televisieserie) – Scarlett (afl. "On a Dead Man's Chest", 1992)
- Rising Sun (1993) – Jingo Asakuma
- Quick (1993) – Janet Sakamoto
- Wayne's World 2 (1993) – Cassandra Wong
- Treacherous (1994) – Dr. Jessica Jamison
- Hostile Intentions (1994) – Nora
- True Lies (1994) – Juno Skinner
- The Immortals (1995) – Gina Walker
- My Teacher's Wife (1995) – Vicky Mueller
- The Daedalus Encounter (computerspel, 1995) – Ari Matheson  (stem)
- Jury Duty (1995) – Monica
- Nothing But the Truth (televisiefilm, 1995) – Simone Gideon
- Desert Breeze (televisiefilm, 1996) – rol onbekend
- Murder One (televisieserie) – Beverly Nichols (afl. "Chapter Two", 1995, "Chapter Six", 1995, "Chapter Fourteen", 1996)
- Hollow Point (1996) – Diane Norwood
- High School High (1996) – Victoria Chapell
- Top of the World (1997) – Rebecca Mercer
- Natural Enemy (televisiefilm, 1997) – Christina D'Amelio
- Kull the Conqueror (1997) – Akivasha
- Dogboys (televisiefilm, 1998) – D.A. Jennifer Dern
- Happily Ever After: Fairy Tales for Every Child (televisieserie) – rol onbekend (stem, afl. onbekend, 1995–1998)
- Scar City (1998) – Candy
- Veronica's Closet (televisieserie) – Kim (afl. "Veronica's on the Herb", 1998)
- Hercules: The Animated Series (televisieserie) – Marigold (stem, afl. "Hercules and the Golden Touch", 1998)
- Merlin: The Return (1999) – Maxwell
- Meet Prince Charming (1999) – Samantha Feld
- Five Aces (1999) – Karen Haggerty
- The Night of the Headless Horseman (televisiefilm, 1999) – Katrina Van Tassel (stem)
- Relic Hunter (televisieserie, 1999–2002) – Sydney Fox
- Lilo & Stitch (2002) – Nani (stem)
- Stitch! The Movie (video, 2003) – Nani (stem)
- Megas XLR (televisieserie) – Darklos (stem, afl. "Department of Megas Violations", 2004)
- Johnny Bravo (televisieserie) – verschillende rollen (stem, 4 afl., 2004)
- Torn Apart (2004) – Vicki Westin
- Back in the Day (video, 2005) – Loot
- Aloha, Scooby-Doo (video, 2005) – Snookie/lokale vrouw #1 (stem)
- Lilo & Stitch 2: Stitch Has a Glitch (video, 2005) – Nani (stem)
- Supernova (televisiefilm, 2005) – Lisa Delgado
- Duck Dodgers (televisieserie) – verschillende rollen (stem, 14 afl., 2003–2005)
- American Dragon: Jake Long (televisieserie) – Yan Yan (stem, afl. "Fu and Tell", 2005)
- Lilo & Stitch: The Series (televisieserie) – Nani (stem, afl. "Fibber: Experiment 302", 2003, "Sprout: Experiment 509", 2003, "Lax: Experiment # 285", 2006)
- Leroy & Stitch (televisiefilm, 2006) – Nani (stem)
- Saints Row (computerspel, 2006) – Lin (stem)
- The O.C. (televisieserie) – Dean Torres (afl. "The Gringos", 2006)
- Dark Honeymoon (video, 2008) – Miranda
- Untitled Liz Meriwether Project (televisiefilm, 2008) – Paula Poland
- Warehouse 13 (televisieserie) – Kate Logan (afl. "Around the Bend", 2010)
- Lilo & Stitch – mevrouw Kekoa

## Trivia
In januari 2003 stond er een naaktreportage van haar in de Amerikaanse Playboy. Die was de best verkochte Playboy van dat jaar in de Verenigde Staten.